# Copa de Clubes de Asia 1989-90
La Copa de Clubes de Asia de 1990 fue la 9.ª edición del torneo de fútbol a nivel de clubes más importante de Asia organizado por la AFC.
El Liaoning FC de China venció en la final al Nissan Yokohama de Japón para proclamarse campeón por primera vez.

## Fase de clasificación

### Grupo 1
| Club          | Pts. | J | G | E | P | GF | GC | GD |
| ------------- | ---- | - | - | - | - | -- | -- | -- |
| Al Deffatain  | 7    | 4 | 3 | 1 | 0 | 7  | 1  | +6 |
| Al Rasheed    | 5    | 4 | 2 | 1 | 1 | 5  | 2  | +3 |
| Al-Ansar      | 4    | 4 | 1 | 2 | 1 | 2  | 3  | −1 |
| Al-Sadd       | 3    | 4 | 1 | 1 | 2 | 2  | 6  | −4 |
| Al-Ahli San'a | 1    | 4 | 0 | 1 | 3 | 1  | 5  | −4 |

Todos los partidos se jugaron en Amán, Jordania.
| Local        | Visita        | Resultado |
| ------------ | ------------- | --------- |
| Al Deffatain | Al-Ahli San'a | 2-0       |
| Al Rasheed   | Al-Sadd       | 3-0       |
| Al Deffatain | Al-Ansar      | 0-0       |
| Al Rasheed   | Al-Ahli San'a | 1-0       |
| Al-Ansar     | Al-Sadd       | 0-2       |
| Al Deffatain | Al Rasheed    | 2-1       |
| Al-Sadd      | Al-Ahli San'a | 0-0       |
| Al Rasheed   | Al-Ansar      | 0-0       |
| Al-Ansar     | Al-Ahli San'a | 2-1       |
| Al Deffatain | Al-Sadd       | 3-0       |

### Grupo 2
(También conocido como Campeonato de Clubes del Golfo - en Baréin)
| Club            | Pts. | J | G | E | P | GF | GC | GD |
| --------------- | ---- | - | - | - | - | -- | -- | -- |
| Al Arabi Kuwait | 5    | 4 | 2 | 1 | 1 | 8  | 6  | +2 |
| Muharraq Club   | 5    | 4 | 2 | 1 | 1 | 6  | 4  | +2 |
| Fanja SC1       | 5    | 4 | 2 | 1 | 1 | 6  | 4  | +2 |
| Al Wasl FC      | 4    | 4 | 2 | 0 | 2 | 4  | 6  | −2 |
| Al-Hilal        | 1    | 4 | 0 | 1 | 3 | 4  | 8  | −4 |

1 el Fanja SC solo jugó en el Campeonato de Clubes del Golfo.
| Al Arabi | 1–2 | Muharraq |
| Al Wasl  | 1–0 | Al Hilal |
| Al Arabi | 1–1 | Fanja SC |
| Muharraq | 1–2 | Al Wasl  |
| Fanja SC | 2–1 | Al Hilal |
| Al Arabi | 2–1 | Al Wasl  |
| Muharraq | 2–0 | Fanja SC |
| Al Arabi | 4–2 | Al Hilal |
| Fanja SC | 3–0 | Al Wasl  |
| Muharraq | 1–1 | Al Hilal |

Playoff para el primer lugar del grupo
| Muharraq | 1–0 | Al Arabi |

### Grupo 3
| Club         | Pts. | J | G | E | P | GF | GC | GD |
| ------------ | ---- | - | - | - | - | -- | -- | -- |
| Fanja SC     | 6    | 3 | 3 | 0 | 0 | 10 | 1  | +9 |
| Salgaocar SC | 3    | 3 | 1 | 1 | 1 | 4  | 3  | +1 |
| Punjab FC    | 2    | 3 | 0 | 2 | 1 | 1  | 3  | −2 |
| Kathmandu SC | 1    | 3 | 0 | 1 | 2 | 1  | 9  | −8 |

| Local        | Visita       | Resultado |
| ------------ | ------------ | --------- |
| Fanja SC     | Punjab FC    | 2-0       |
| Salgaocar SC | Kathmandu SC | 3-0       |
| Fanja SC     | Kathmandu SC | 5-0       |
| Salgaocar SC | Punjab FC    | 0-0       |
| Punjab FC    | Kathmandu SC | 1-1       |
| Fanja SC     | Salgaocar SC | 3-1       |

### Grupo 4
Jugado en Irán
| Club               | Pts. | J | G | E | P | GF | GC | GD  |
| ------------------ | ---- | - | - | - | - | -- | -- | --- |
| Shahin Ahvaz FC    | 6    | 3 | 3 | 0 | 0 | 11 | 0  | +11 |
| Mohammedan SC      | 4    | 3 | 2 | 0 | 1 | 10 | 4  | +6  |
| Old Benedictans SC | 2    | 3 | 1 | 0 | 2 | 4  | 9  | −5  |
| Victory SC         | 0    | 3 | 0 | 0 | 3 | 3  | 15 | −12 |

| Local              | Visita             | Resultado |
| ------------------ | ------------------ | --------- |
| Shahin Ahvaz FC    | Victory SC         | 5-0       |
| Mohammedan SC      | Old Benedictans SC | 3-1       |
| Mohammedan SC      | Victory SC         | 7-2       |
| Shahin Ahvaz FC    | Old Benedictans SC | 5-0       |
| Old Benedictans SC | Victory SC         | 3-1       |
| Shahin Ahvaz FC    | Mohammedan SC      | 1-0       |

### Grupo 5
Jugado en Kuala Lumpur, Malasia
| Club                  | Pts. | J | G | E | P | GF | GC | GD  |
| --------------------- | ---- | - | - | - | - | -- | -- | --- |
| Kuala Lumpur FA       | 8    | 4 | 4 | 0 | 0 | 19 | 4  | +15 |
| Pelita Jaya           | 6    | 4 | 3 | 0 | 1 | 10 | 4  | +6  |
| Geylang International | 4    | 4 | 2 | 0 | 2 | 11 | 9  | +2  |
| Phillipine Air Force  | 2    | 4 | 1 | 0 | 3 | 1  | 12 | −11 |
| Muara FC              | 0    | 4 | 0 | 0 | 4 | 3  | 15 | −12 |

| Local                 | Visita                | Resultado |
| --------------------- | --------------------- | --------- |
| Kuala Lumpur FA       | Phillipine Air Force  | 6-0       |
| Pelita Jaya           | Muara FC              | 2-1       |
| Geylang International | Phillipine Air Force  | 3-0       |
| Kuala Lumpur FA       | Muara FC              | 7-1       |
| Kuala Lumpur FA       | Pelita Jaya           | 2-1       |
| Geylang International | Muara FC              | 5-1       |
| Phillipine Air Force  | Muara FC              | 1-0       |
| Pelita Jaya           | Geylang International | 4-1       |
| Kuala Lumpur FA       | Geylang International | 4-2       |
| Pelita Jaya           | Phillipine Air Force  | 3-0       |

### Grupo 6
Jugado en Shenyang, China
| Club                  | Pts. | J | G | E | P | GF | GC | GD  |
| --------------------- | ---- | - | - | - | - | -- | -- | --- |
| Liaoning FC           | 5    | 3 | 2 | 1 | 0 | 7  | 2  | +5  |
| Nissan Yokohama       | 4    | 3 | 2 | 0 | 1 | 11 | 1  | +10 |
| Ch'ŏngjin Chandongcha | 3    | 3 | 1 | 1 | 1 | 3  | 3  | 0   |
| Hap Kuan              | 0    | 3 | 0 | 0 | 3 | 1  | 16 | −15 |

| Local                 | Visita                | Resultado |
| --------------------- | --------------------- | --------- |
| Liaoning FC           | Nissan Yokohama       | 1-0       |
| Ch'ŏngjin Chandongcha | Hap Kuan              | 2-0       |
| Nissan Yokohama       | Hap Kuan              | 9-0       |
| Liaoning FC           | Ch'ŏngjin Chandongcha | 1-1       |
| Liaoning FC           | Hap Kuan              | 5-1       |
| Nissan Yokohama       | Ch'ŏngjin Chandongcha | 2-0       |

## Semifinales
El Al Deffatain, Muharraq Club y Al Arabi abandonaron el torneo.

### Grupo A
| Club            | Pts. | J | G | E | P | GF | GC | GD |
| --------------- | ---- | - | - | - | - | -- | -- | -- |
| Nissan Yokohama | 4    | 2 | 2 | 0 | 0 | 3  | 1  | +2 |
| Kuala Lumpur FA | 2    | 2 | 1 | 0 | 1 | 3  | 2  | +1 |
| Fanja SC        | 0    | 2 | 0 | 0 | 2 | 0  | 3  | −3 |

| Nissan       | 2–1 | Kuala Lumpur |
| Kuala Lumpur | 2–0 | Al Fanja     |
| Nissan       | 1–0 | Al Fanja     |

### Grupo B
| Club            | Pts. | J | G | E | P | GF | GC | GD |
| --------------- | ---- | - | - | - | - | -- | -- | -- |
| Liaoning FC     | 5    | 3 | 2 | 1 | 0 | 3  | 0  | +3 |
| Al Rasheed      | 4    | 3 | 1 | 2 | 0 | 6  | 1  | +5 |
| Shahin Ahvaz FC | 2    | 3 | 1 | 0 | 2 | 2  | 7  | −5 |
| Pelita Jaya     | 1    | 3 | 0 | 1 | 2 | 1  | 4  | −3 |

| Liaoning        | 0–0 | Al Rasheed      |
| Liaoning        | 2–0 | Shahin Ahvaz FC |
| Liaoning        | 1–0 | Pelita Jaya     |
| Al Rasheed      | 5–0 | Shahin Ahvaz FC |
| Al Rasheed      | 1–1 | Pelita Jaya     |
| Shahin Ahvaz FC | 2–0 | Pelita Jaya     |

## Final
| Local       | Resultado | Visita          | Ida | Vuelta |
| ----------- | --------- | --------------- | --- | ------ |
| Liaoning FC | 3-2       | Nissan Yokohama | 1-1 | 2-1    |

| China                   |
| Liaoning FC 1.er título |